# Afternoon Voice

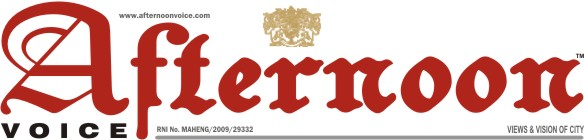
Logo van Afternoon Voice

Afternoon Voice is een Engelstalig dagblad, dat uitkomt in Mumbai in de Indiase deelstaat Maharashtra. De krant verscheen voor het eerst op 3 juli 2009. De hoofdredacteur is Vaidehi Sachin.  